# Сябро, Николай Андреевич
Николай Андреевич Сябро (17 декабря 1921, Сосновка — 11 января 1997, Берестовенька) — командир взвода разведки 615-го стрелкового полка 167-й стрелковой дивизии 38-й армии 1-го Украинского фронта, старший сержант. Герой Советского Союза (1944).

## Биография
Родился 17 декабря 1921 года в селе Сосновка ныне Красноградского района Харьковской области Украины. Работал трактористом на Берестовеньковской МТС.
В Красной армии с 1940 года. На фронте в Великой Отечественной войне с июля 1941 года. В начале ноября 1943 года с группой разведчиков участвовал в получении разведывательных данных и боевых действиях в районе посёлка Пуща-Водица и Киева.
Указом Президиума Верховного Совета СССР «О присвоении звания Героя Советского Союза генералам, офицерскому, сержантскому и рядовому составу Красной Армии» от 10 января 1944 года за «образцовое выполнение боевых заданий командования на фронте борьбы с немецко-фашистскими захватчиками и проявленные при этом отвагу и геройство» удостоен звания Героя Советского Союза с вручением ордена Ленина и медали «Золотая Звезда».
Жил в селе Берестовенька Красноградского района Харьковской области. Работал кузнецом в колхозе. Скончался 11 января 1997 года в селе Берестовенька, где и похоронен.